# Drama, Grčka
Drama (grčki: Δράμα) je grad i sjedište istoimene prefekture u sjevernoistočnoj Grčkoj. Grad leži u dolini istoimene rječice. Istočno i sjeverno od grada uzdižu se obronci 
planine Falakro. Južno od grada prostire se ravnica do obala obližnjeg Egejskog mora udaljenog oko 35 km. 

## Povijest
Za antičkog Rima, Drama je bila znana pod imenom 
Dravescus (Δραβήσκος). To je bio rimski vojni logor i lokalno trgovište na cesti Via Egnatia.  Drama i njena okolica obiluju izvorima vode (za grčke uvjete) tako da se pretpostavlja da je ime došlo od riječi Hydrama (Hydro na grčkom znači  voden, voda). Prije Balkanskih ratova, Drama je bila sjedište sandžaka u vilajetu Selanik s kazama; Drama, Kavala, Sarışaban, Pravişte i Ropçoz. 
Grad je bio pod okupacijom Bugara za Prvog Balkanskog rata. Bugari su Dramu okupirali i za Drugog svjetskog rata 1941. – 1944.

## Gospodarstvo
U donedavnoj prošlosti Drama i njezina okolica bili su sjedište tekstilne i papirne 
industrije. Danas je većina tih pogona zatvorena ili su preseljeni preko granice u 
susjednu Bugarsku, što je dovelo do gospodarske krize i velike 
nezaposlenosti u gradu. Okolica je poljoprivredna, naročito se uzgaja kvalitetan duhan. U okolici Drame djeluju manji kamenolomi i pilane.
Pored grada na planini Falakro podignuto je skijalište. 
- Drama ugošćuje festival kratkog filma: Filmski festival Drama.

## Rast stanovništva tijekom vremena
| Godina | Stanovnika | Promjene     | Stanovništvo općine | Postotak u općini | Stanovništvo općine | Promjene     | Postotak u Prefekturi |
| ------ | ---------- | ------------ | ------------------- | ----------------- | ------------------- | ------------ | --------------------- |
| 1981   | 37,118     | -            | -                   | -                 | -                   | -            | -                     |
| 1991   | 37,604     | 486/1.39%    | -                   | -                 | 47,925              | -            | -                     |
| 2001   | 42,501     | 4,897/13.02% | 43,485              | 78.16%            | 55,632              | 7,707/16.08% | 53.51%                |

## Poznati sugrađani
- Ibrahim paša Egipatski vlastodržac u Egiptu 1848. sin Muhameda Ali Paše Egipatskog
- Basilis C. Xanthopoulos (1951. – 1990.) Fizičar
- Mahmud Dramali paša - Otomanski general za vrijeme Grčkog rata za neovisnost

## Vanjske poveznice
- Službene stranice Prefekture Drama